# باركينغ (دائرة انتخابية في المملكة المتحدة)
باركينغ (بالإنجليزية: Barking)‏ هي إحدى الدوائر الانتخابية في المملكة المتحدة الممثلة في مجلس العموم في برلمان المملكة المتحدة.
عضو البرلمان الذي يمثلها حالياً هو :Rt Hon Margaret Hodge MBE (Lab).